# Heinsdorfergrund
Heinsdorfergrund è un comune di 2.237 abitanti della Sassonia, in Germania.
Appartiene al circondario (Landkreis) del Vogtland (targa V) ed è parte della comunità amministrativa (Verwaltungsgemeinschaft) di Reichenbach/Vogtl.